# Brasil Open 2007
Il Brasil Open 2007 è stato un torneo di tennis giocato sulla terra rossa.
È stata la 7ª edizione del Brasil Open,
che fa parte della categoria International Series nell'ambito dell'ATP Tour 2007.
Si è giocato nel complesso Costa do Sauipe di Mata de São João, in Brasile, dal 12 al 19 febbraio 2007.
Guillermo Cañas ha vinto in suo primo titolo dall'ottobre del 2004.

## Campioni

### Singolare
Guillermo Cañas ha battuto in finale  Juan Carlos Ferrero con il punteggio di 7–6(4), 6–2

### Doppio
Lukáš Dlouhý /  Pavel Vízner hanno battuto in finale  Albert Montañés /  Rubén Ramírez Hidalgo con il punteggio di 6–2, 7–6(4)